# Commonsvlag
De Commonsvlag of Commonersvlag (2022) is een onofficiele logovlag waarmee beoogd wordt de commons te verenigen en een gezicht te geven aan de Commoners, een wereldwijde beweging. De vlag heeft op een witte achtergrond in dieppaarse kleuren de letter C  met uitlopende rimpels. Het symboliseert het rimpeleffect van de beweging.
De vlag is het product van een samenwerking tussen de kunstenaar Natascha Hagenbeek, vlaggendeskundige Theun Okkerse, grafisch vormgever Vincent Bogers, andere commoners en de gemeente Amsterdam.

## Betekenis
Commons hebben vele gezichten, werken lokaal en zijn daardoor versnipperd. Door het uithangen van de vlag kan gezien worden waar de commoners zijn en hoe groot de beweging is. De vlag is tevens een eerbetoon aan de pionieren en commoners die zich inzetten voor verandering en duurzaamheid en die aan alternatieven werken in een neoliberale samenleving. Het bekrachtigt de transitie die door de commoners op gang is gebracht.

## Beschrijving

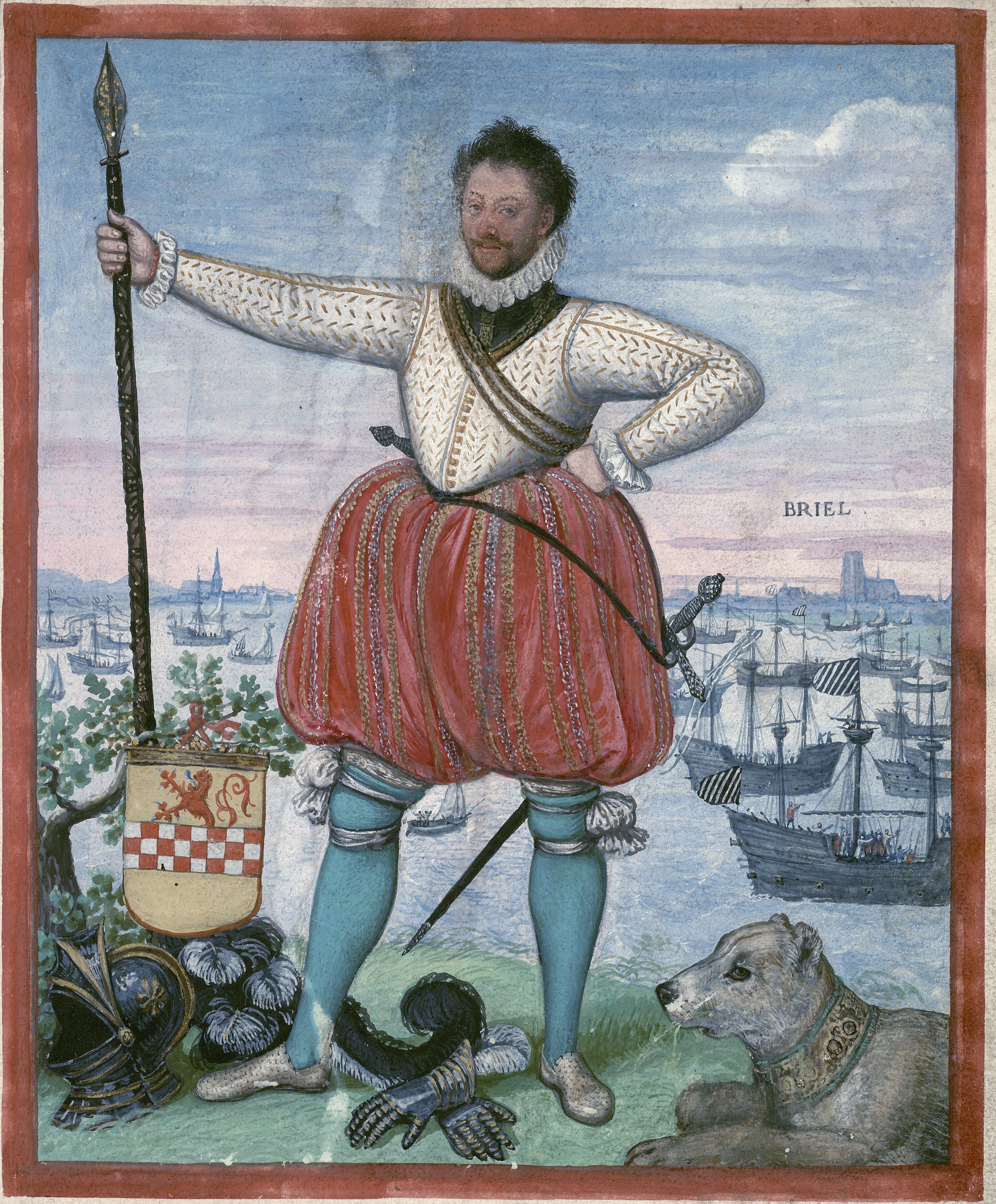
Portret van Willem II van der Marck Lumey tijdens de inname van Den Briel (1572).

De Commonsvlag is geïnspireerd op een oude geuzenvlag uit 1572, die volgens vlaggendeskundige Theun Okkerse door de Geuzen gebruikt zou zijn ten tijde van de inname van Den Briel: op de achtergrond van een portretschilderij van Willem II van der Marck Lumey tijdens de bewuste gebeurtenis zijn namelijk zwart-wit gestreepte vlaggen te zien die in de vlucht - het uitwaaiende deel van de vlag - afgerond zijn.
De vlag is een combinatie van een vliegwiel en een piratenvlag. Het is wit met dieppaarse strepen die het rimpeleffect van de burgerbeweging vormen. De C staat voor Commons en de diverse commons-gerelateerde termen die met een C beginnen. De dieppaarse kleur symboliseert het oneindige van het universum en de groeiende rimpels verbeelden het toenemende effect van verandering die de beweging teweeg brengt.

## Context
Alternatieven voor het energie-, woon- en voedselsysteem krijgen in de eerste decennia van de 21e eeuw een steeds belangrijkere rol in de maatschappij. Dergelijke ‘collectieven’ functioneren niet vanuit bestaande marktmodellen van overheid, maar als commons. Dit is dezelfde traditie waar bijvoorbeeld de 'gemeente’ en waterschappen ooit uit zijn ontstaan.
Hagenbeek stelt dat commons een belangrijke rol spelen in de transitie die gaande is. Volgen haar geven de Commoners vorm aan nieuwe visies op het gebied van bijvoorbeeld economie, wonen, voedsel of energie.

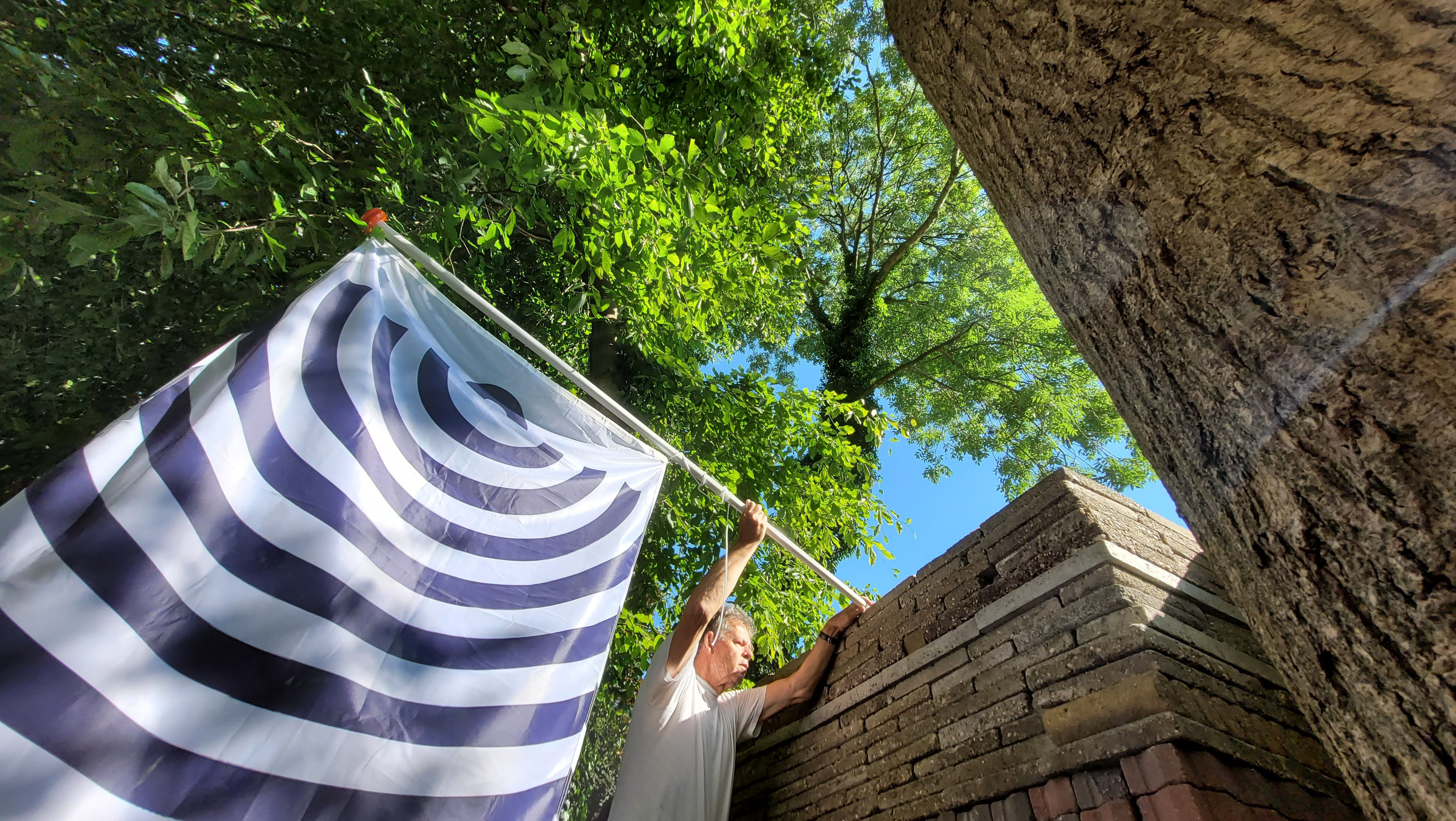
De commonsvlag in de Le Roy tuin

De beweging is echter versnipperd over de wereld en niet echt zichtbaar. Met de Commonersvlag wordt beoogd de grootte van de beweging te visualiseren en de transitie die gaande is te bekrachtigen. Toen de vlag in de zomer van 2022 het licht zag, werd het in Amsterdam middels een parade vanaf het Nationaal Monument op de Dam naar de Stopera gebracht waar gemeenteraadslid Imane Nadif de vlag in ontvangst nam.
De vlag hangt sindsdien mede in de Le Roy tuin in Heerenveen, als eerbetoon aan 'commoner' Louis Le Roy. De vlag vormt tevens een bron van inspiratie voor andere commonsprojecten. Zo is het logo van de Constitutie voor de Commons gebaseerd op het vlagontwerp van Hagenbeek.